# Вессен
Вессен (нід. Veessen) — село в нідерландській провінції Гелдерланд. Входить до муніципалітету Герде. Перша згадка про населений пункт датується 1217 роком.
До 1818 року мало статус окремого муніципалітету.

## Галерея

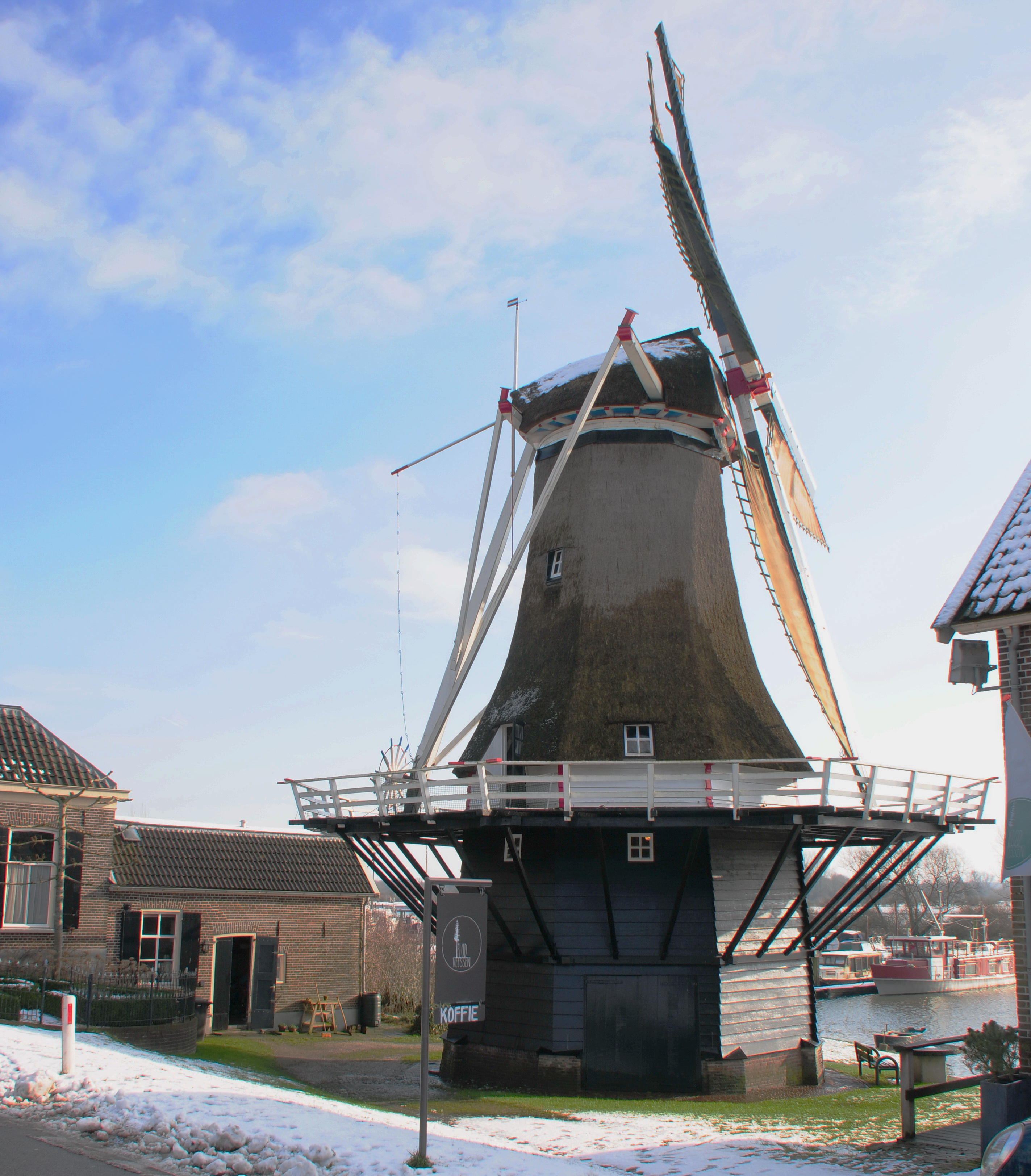
Вітряк
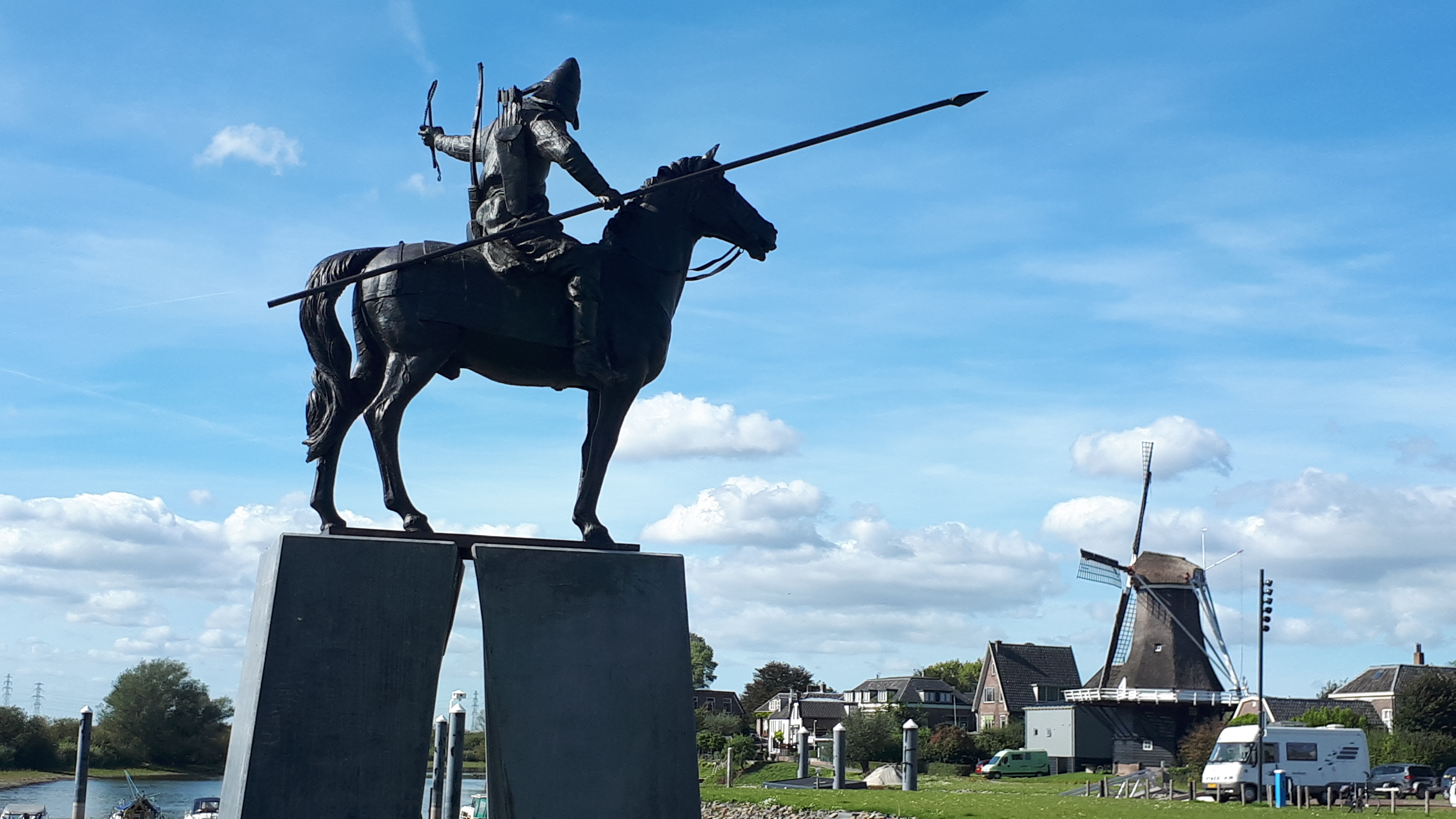
Статуя у вессенській гавані
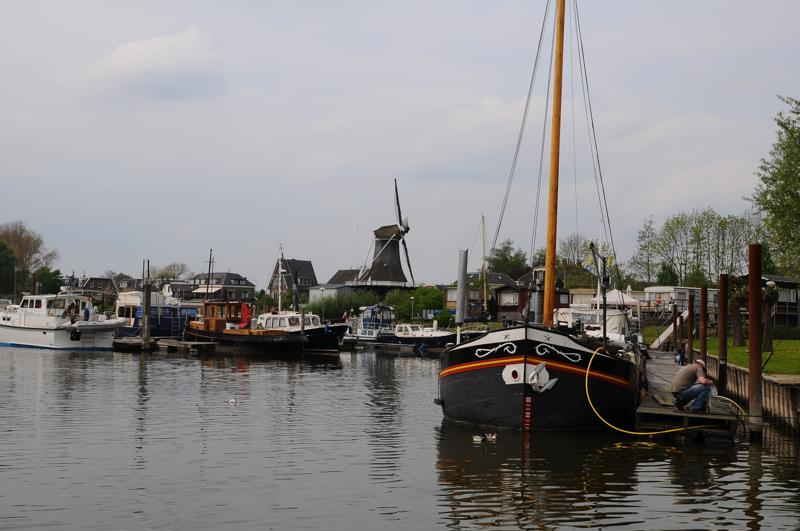
Гавань у Вессені
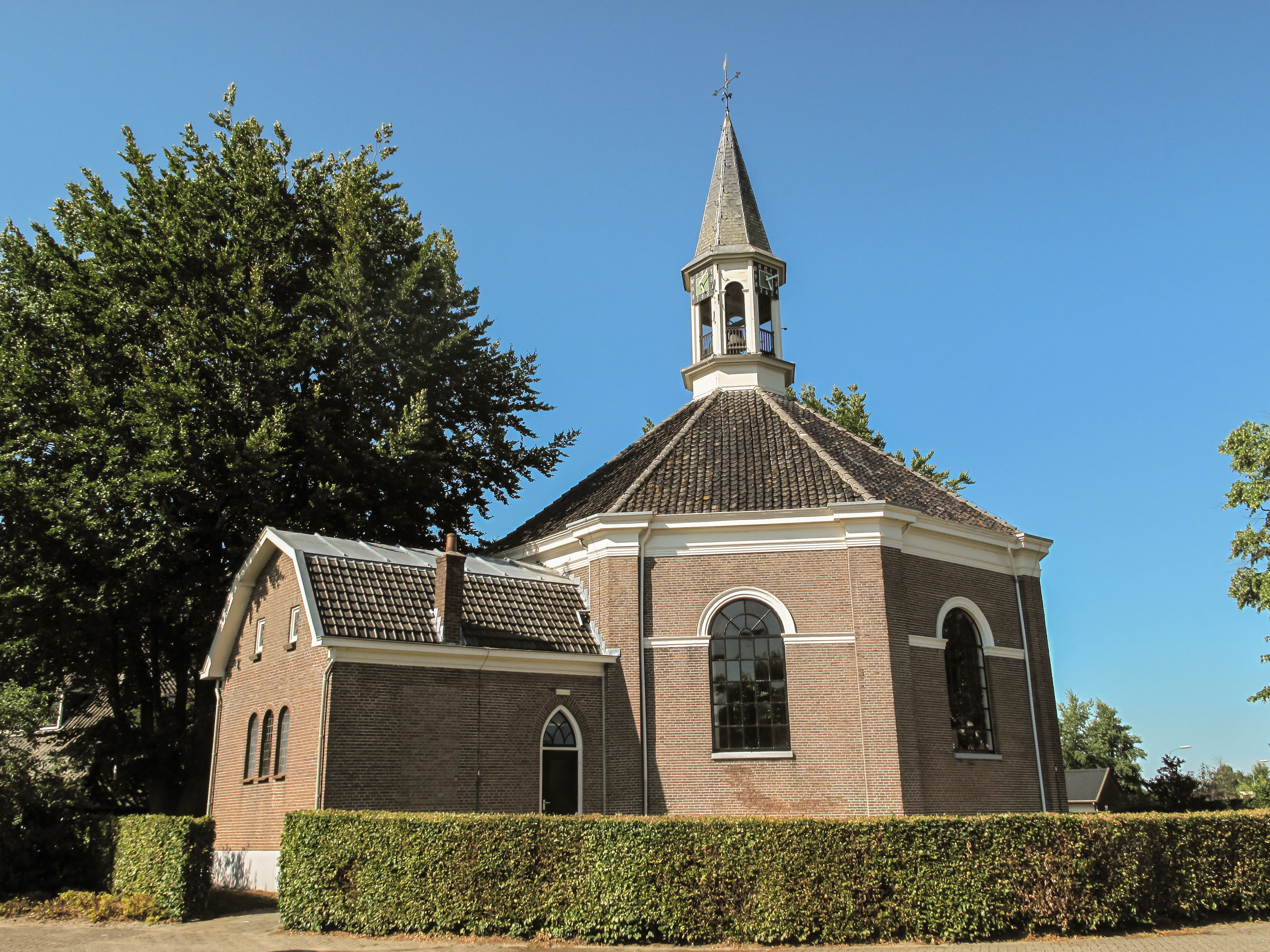
Реформістська церква